# Bournville
Bournville – dzielnica miasta Birmingham, w Anglii, w West Midlands, w dystrykcie Birmingham. Leży 7 km od centrum miasta Birmingham i 163,2 km od Londynu. W 2011 roku dzielnica liczyła 25 938 mieszkańców.